# Middle-earth Enterprises

Logo de Middle-earth Enterprises.

Middle-earth Enterprises, anciennement Tolkien Enterprises, est une entreprise fondée par Saul Zaentz. Elle possède les droits mondiaux pour les produits dérivés et les adaptations cinématographiques des deux plus célèbres œuvres de John Ronald Reuel Tolkien : Le Seigneur des anneaux et Bilbo le Hobbit, vendus à Zaentz par J. R. R. Tolkien.
En 1978, Tolkien Enterprises produit une version cinématographique du Seigneur des anneaux dirigée par Ralph Bakshi. Cette adaptation, sous forme de film d'animation, couvre approximativement la première moitié du Seigneur des anneaux. En 2001 – 2003, Peter Jackson réalise son Seigneur des anneaux sous licence de Tolkien Enterprises.
En 2002, Tolkien Enterprises prend part à la conception d'un jeu vidéo inspiré du livre et non du film, puis à une adaptation sur le même média de Bilbo le Hobbit en 2003.
En août 2003, Tolkien Enterprises attaque New Line en justice pour 20 millions de dollars de royalties non payées, action fondée sur la différence entre la croissance des profits pour Le Seigneur des anneaux : La Communauté de l'anneau et les termes exacts de l'arrangement initial.
Le 18 août 2022, Embracer Group annonce par le biais d'un communiqué le rachat de Middle-earth Enterprises.